# L'Eldorado de plastique
Pour plus de détails, voir Fiche technique et Distribution.
L'Eldorado de plastique est un film documentaire réalisé par Philippe Baqué et Arlette Girardot, sorti en 2001. Il porte sur les conditions de production de fruits et légumes dans des serres dans la mer de plastique.

## Synopsis
L'Eldorado de plastique est un documentaire de Philippe Baqué et Arlette Girardot, sur les problèmes de cohabitation des agriculteurs locaux et des immigrés, marocains venus travailler sous d'immenses serres en plastique, destinées à la production de fruits et légumes dans le Sud de l'Espagne. Ces difficultés ont été à l'origine d'un pogrom du 5 au 8 février 2000 à El Ejido,.
Le film aborde le revers de ce miracle économique à travers l'histoire de 4 habitants de la mer de plastique.

## Fiche technique
- Titre : L'Eldorado de plastique
- Réalisation : Philippe Baqué et Arlette Girardot
- Scénario : Philippe Baqué et Arlette Girardot
- Société de production : ADL Production
- Pays :  France
- Genre Documentaire
- Durée : 52 minutes
- Date de sortie :
  -  France : 2001

## Production
Le film a été produit par France 2, ADL Production, Télé création citoyenne avec la participation du CNC, du Comité catholique contre la faim et pour le développement, Emmaüs, le FAS (Fonds d'action sociale).